# Palácio Nacional de Mafra
Das Schloss Mafra (portugiesisch Palácio de Mafra) ist die größte Schloss- und Klosteranlage Portugals. Das Bauwerk wurde von dem schwäbischen Architekten Johann Friedrich Ludwig geplant und zwischen 1717 und 1730 in 13-jähriger Bauzeit bis zur Einweihung unter der Regentschaft Johanns V. im Barockstil errichtet und 1755 vollendet. In der Anlage wurde ein beträchtlicher Teil des Goldes aus der damaligen reichen Kolonie Brasilien verwendet. Der Komplex befindet sich in der Gemeinde Mafra, rund 40 Kilometer nordwestlich von Lissabon. Im Juli 2019 wurde das Ensemble aus Schloss, Basilika, Kloster, Cerco-Garten und Jagdpark (Tapada) von der UNESCO zum Weltkulturerbe erklärt.

## Geschichte
Im Jahre 1147 wurde das kleine Dorf Mafra vom König Afonso Henriques von den Mauren erobert und 1189 vom König Sancho I. dem Bischof von Silves vermacht.
König Johann V. (portugiesisch genannt: João V o Magnânimo Rei de Portugal e Algarves), dessen Ehe mit Königin Maria Anna von Österreich nach drei Jahren noch immer kinderlos war, wünschte sich einen Nachkommen zur Fortsetzung der königlichen (ab 1640) Dynastie, der er abstammte. Er gelobte, falls ihm seine Gemahlin einen männlichen Thronfolger schenkt, ein Kloster zu Ehren des Heiligen Antonius von Padua zu stiften. Auf dieses Gelübde geht ein Dekret des Königs aus dem Jahr 1711 zurück, mit dem die entsprechende Stiftung eines Klosters zugesichert wurde. Königin Maria Anna schenkte ihrem Mann sechs Kinder zwischen den Jahren 1711 und 1720; hervorzuheben sind hier die Erstgeborene mit Namen Maria Bárbara im Jahr 1711, das Zweitgeborene im Jahr 1712 mit Namen Peter (1714 verstorben), das drittgeborene Kind Joseph I. im Jahr 1714 (später als erster Thronfolger Joseph I.) und Peter im Jahr 1717 (späterer Thronfolger Peter III. nach seinem Bruder).
Es ist davon auszugehen, dass die Klosterplanung für Mafra entsprechend der Geburt eines ersten Sohnes durch Königin Maria Anna noch im Jahr 1712 begonnen wurde. Die Einmessung („Markierung“) des Grundstücks für das geplante Bauwerk erfolgte im Jahr 1716, wobei damals bereits ein „erweiterter Platz“ davor eingeplant wurde (einst namens Rossio de Mafra, heutzutage Terreiro D. João V). Der tatsächliche Baubeginn für das zunächst klösterliche Bauwerk lag im Jahr 1717, fertiggestellt wurden die Arbeiten für das Bauwerksensemble aus Palast mit Basilika, Außenanlagen und Gärten nach 38 Jahren (1755), wobei die Einweihung in königlicher Anwesenheit bereits 1730 nach den ersten 13 Jahren Bautätigkeit erfolgte. An der Herstellung des gesamten Bauwerks waren bis zu 45000 Arbeiter unter Aufsicht von bis zu 7000 Soldaten beteiligt.
Nach der ersten Planung sollte das Bauwerk nur für 13 Kapuziner bestimmt sein. Die Einnahmen durch Gold aus Brasilien ermöglichten aber ein weitaus aufwendigeres Bauwerk für 330 Mönche. Der Architekt orientierte sich an Pietro Bernini, Francesco Borromini und Carlo Fontana. Die Bauarbeiten wurden nach der Einweihung des Palastes bis 1755 fortgesetzt.
Im Jahre 1910 floh von hier der letzte portugiesische König D. Manuel II. samt Hofstaat Richtung Ericeira und von dort aus nach England ins Exil.

## Beschreibung

### Bauwerk und Außenbereich
Die Fassade ist 220 m lang, der Palast hat rund 38.000 m². Hinter dem Gebäudeteil mit der Palastbibliothek befindet sich der weitläufige Botanische Garten. Im nördlichen Bereich erstreckt sich der Park Tapada Nacional de Mafra mit einer Größe von 819 Hektar.
Die Bauarbeiten des Schlosses wurden durch den portugiesischen Literaturnobelpreisträger José Saramago in seinem Roman Das Memorial (1982) aus der Sicht des einfachen Volkes dargestellt.

### Innenbereich

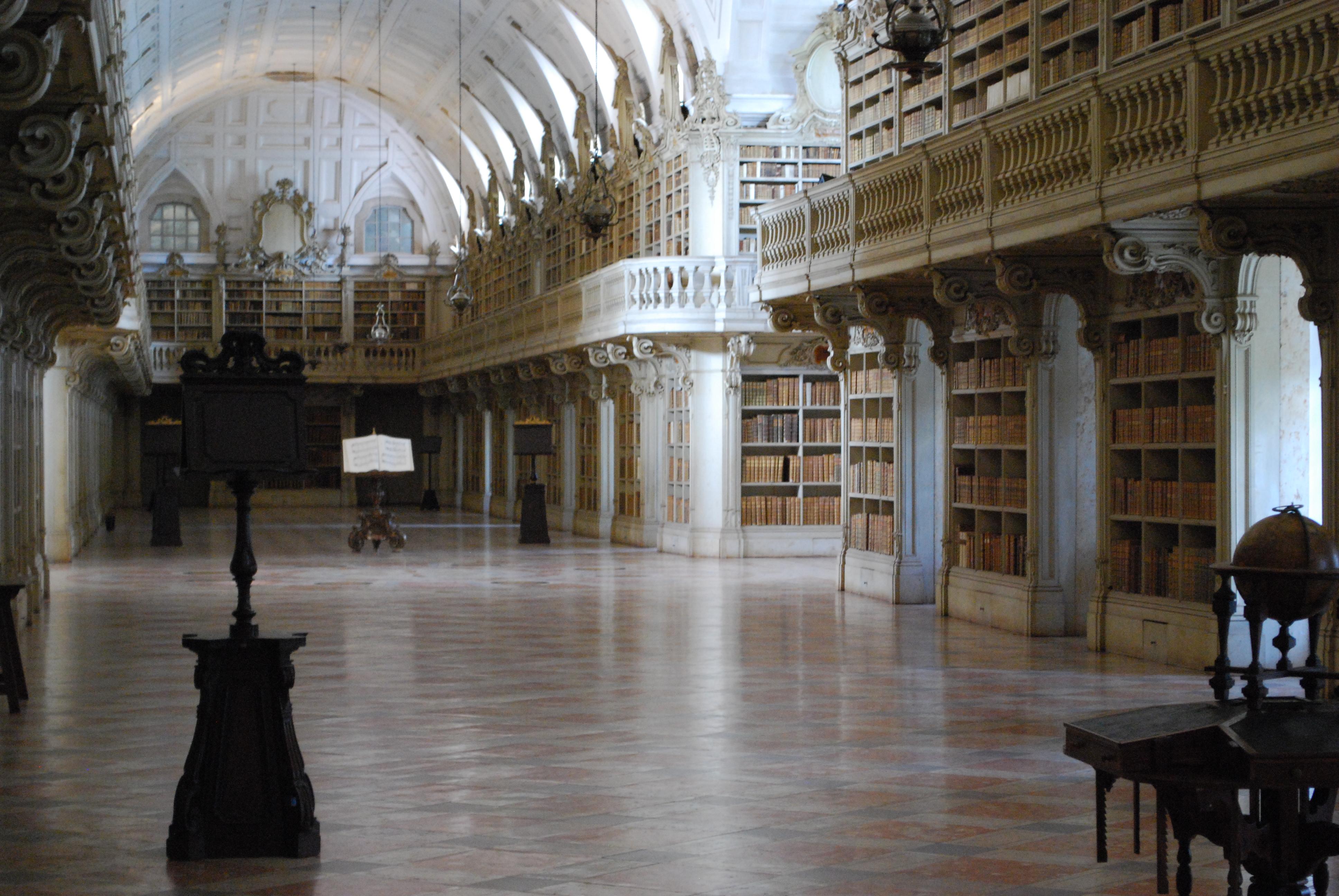
Bibliothek

Der Gebäudekomplex des Palastes umfasst 1200 Räume, mehr als 4700 Türen und Fenster sowie 156 Treppenhäuser. Es gibt zwei Glockenspiele, mit insgesamt 98 Glocken und die Kirche verfügt über sechs Orgeln. Die zentral gelegene Kirche trägt den Titel einer Basilica minor.
Die berühmte Bibliothek im Obergeschoss wurde im Jahr 1771 von Manuel Caetano de Sousa entworfen und umgesetzt. Der 88 Meter lange Saal verfügt über geschwungene Balkone und einen aus Marmor gestalteten Fußboden. Die offenen Bücherregale im Stil des Rokoko enthalten rund 35.000 historische Bände. Nachts bevölkern zahlreiche Fledermäuse die Bibliothek, um Insekten und ihre Larven zu vertilgen, die von den Einbänden und Seiten der alten Bücher leben. Die Anwesenheit der Grauen Langohren wurde bereits im 19. Jahrhundert aktenkundig. Die kleinen Flugsäuger sind gern gesehene Gäste, da sie durch die Jagd auf Schädlinge zum Erhalt der Bücher beitragen.
Die Pfarrei von Mafra und die Königliche und Ehrwürdige Bruderschaft des Allerheiligsten Sakraments von Mafra haben ihren Sitz in der Palastbasilika.

### Bilder

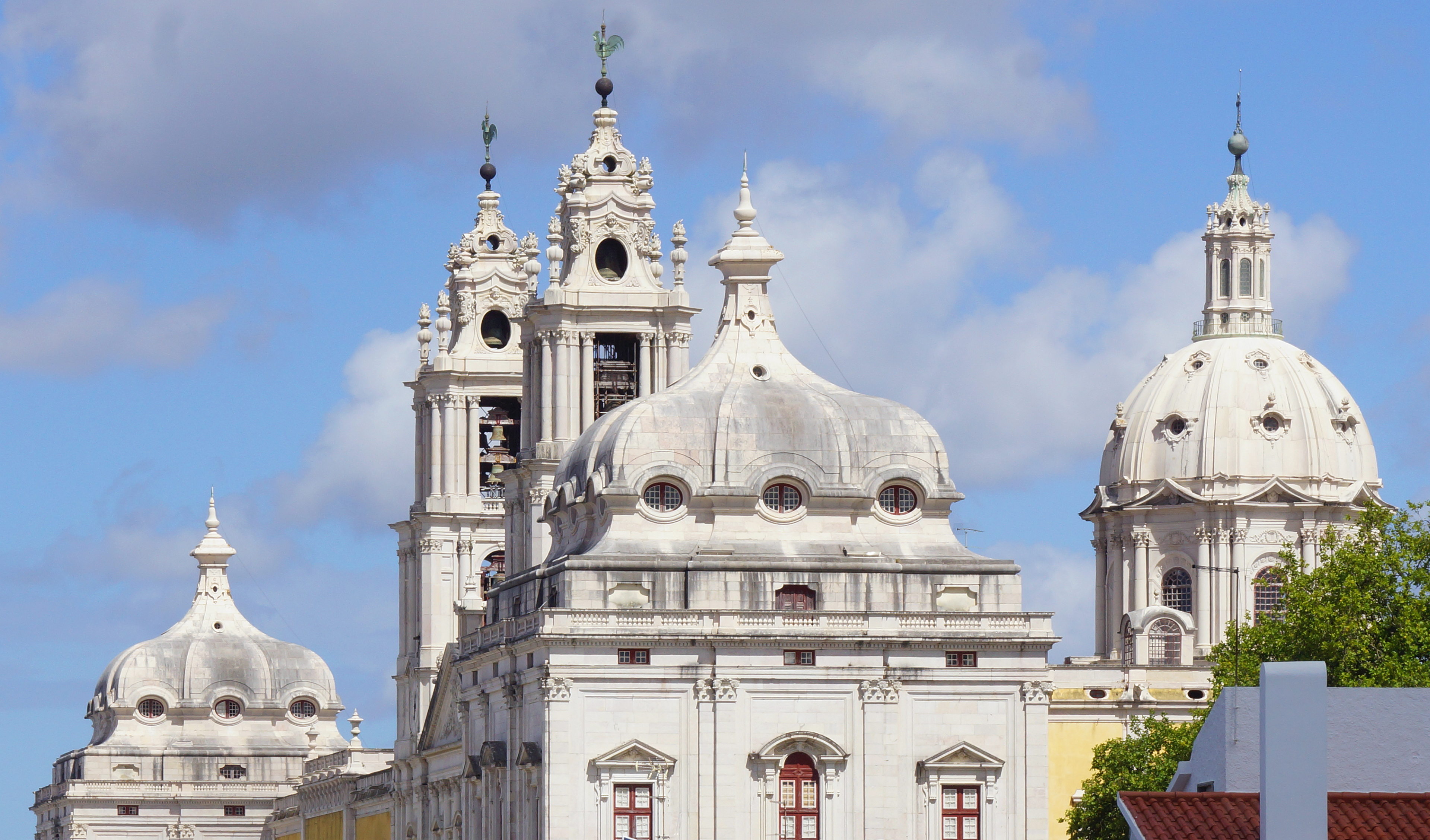
Kuppeln des Palastes sowie Türme und Kuppel der Basilika [2016]
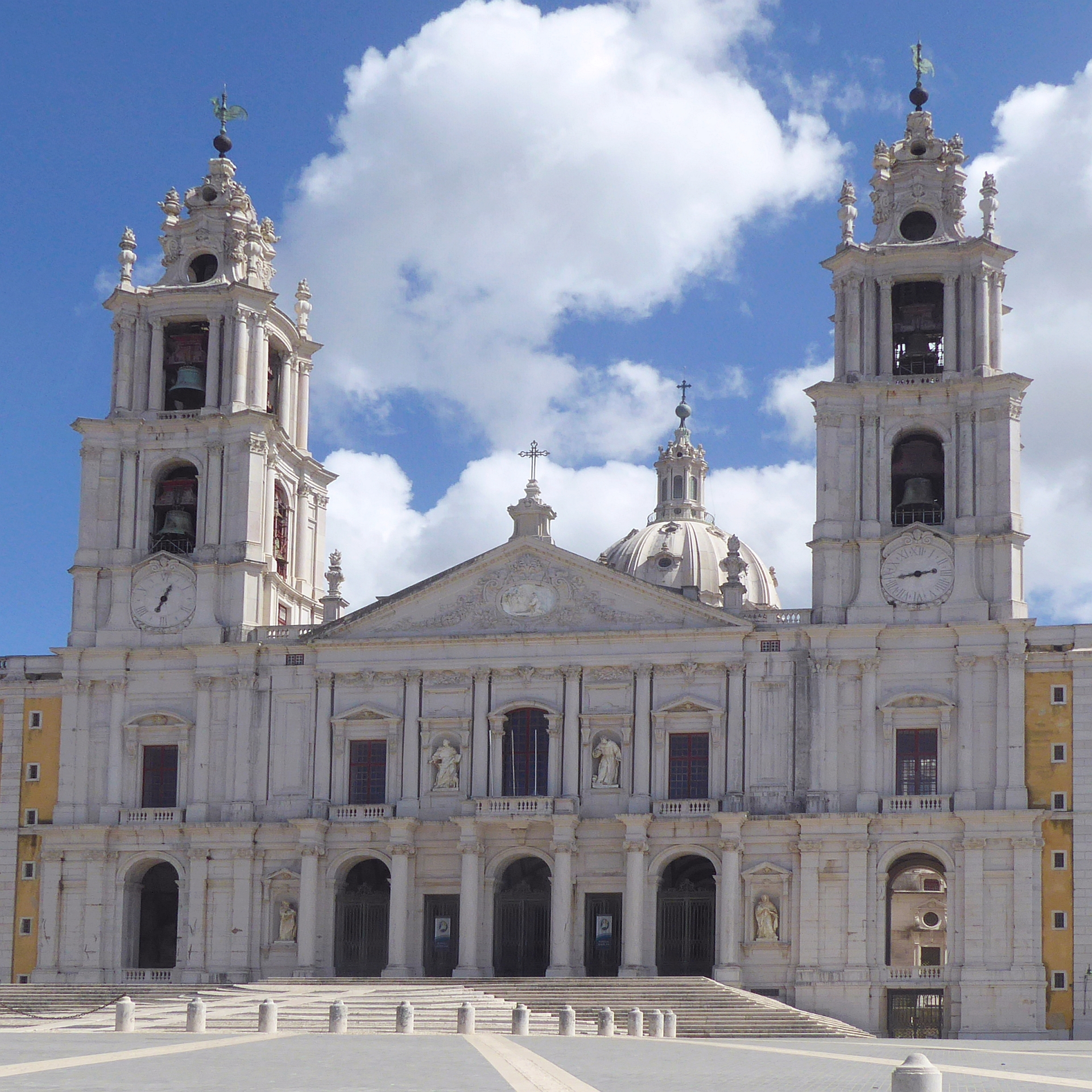
Glockentürme und Eingangsportal vor der Basilikakuppel [2016]
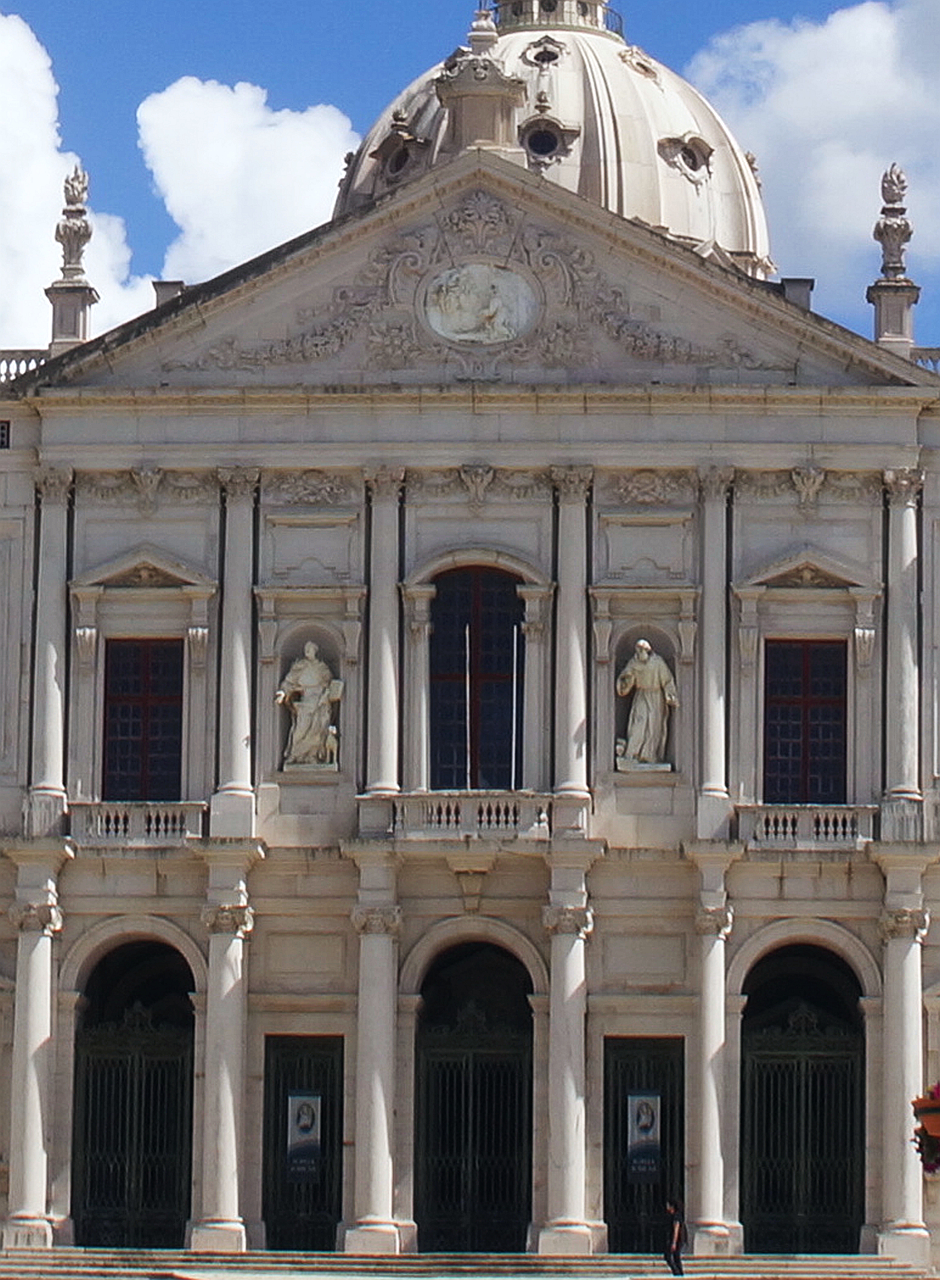
Portiko und Eingang zum Palast und der Basilika (2016)
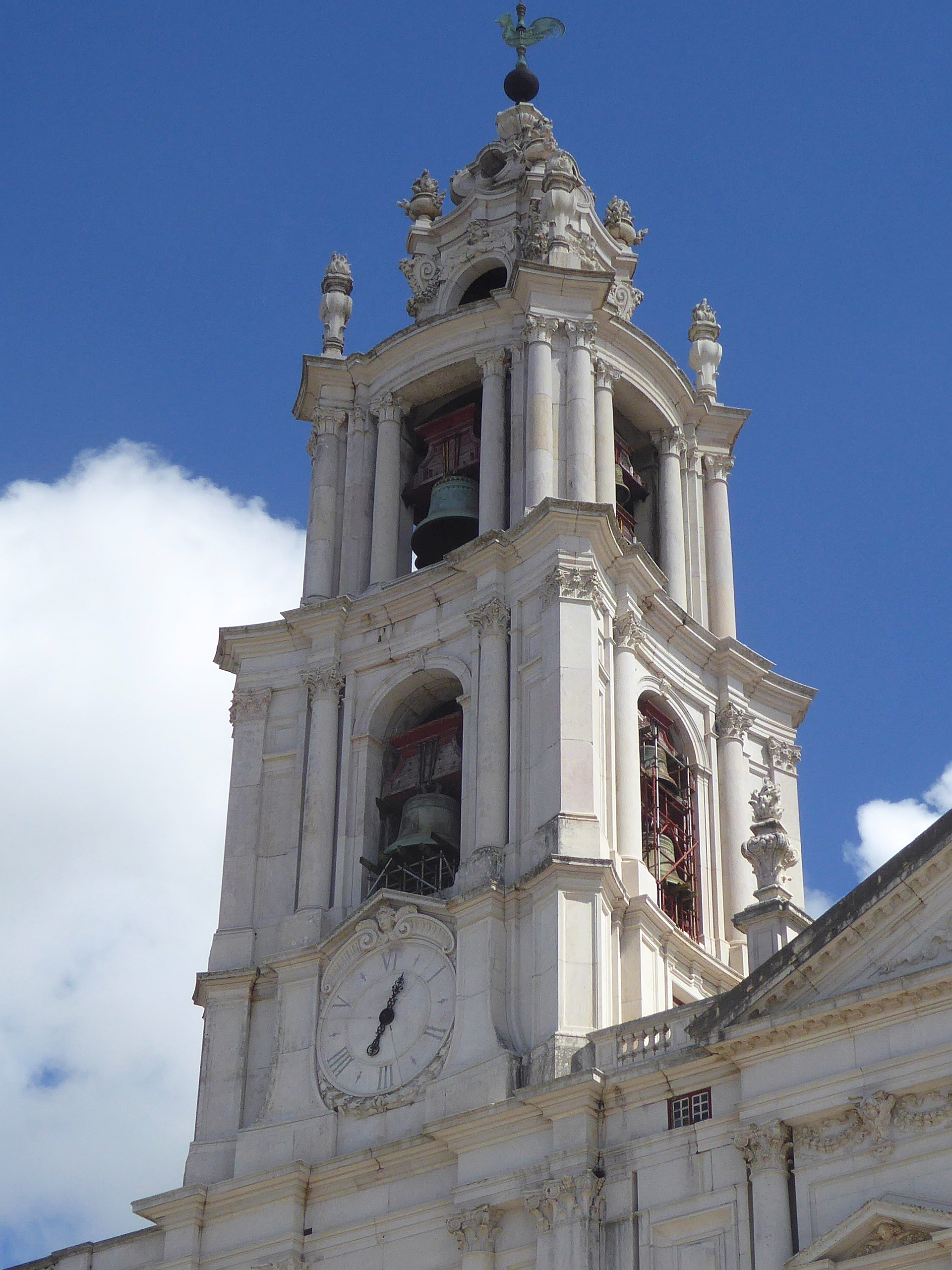
Glockenturm mit 48 belgischen Glocken (2016)
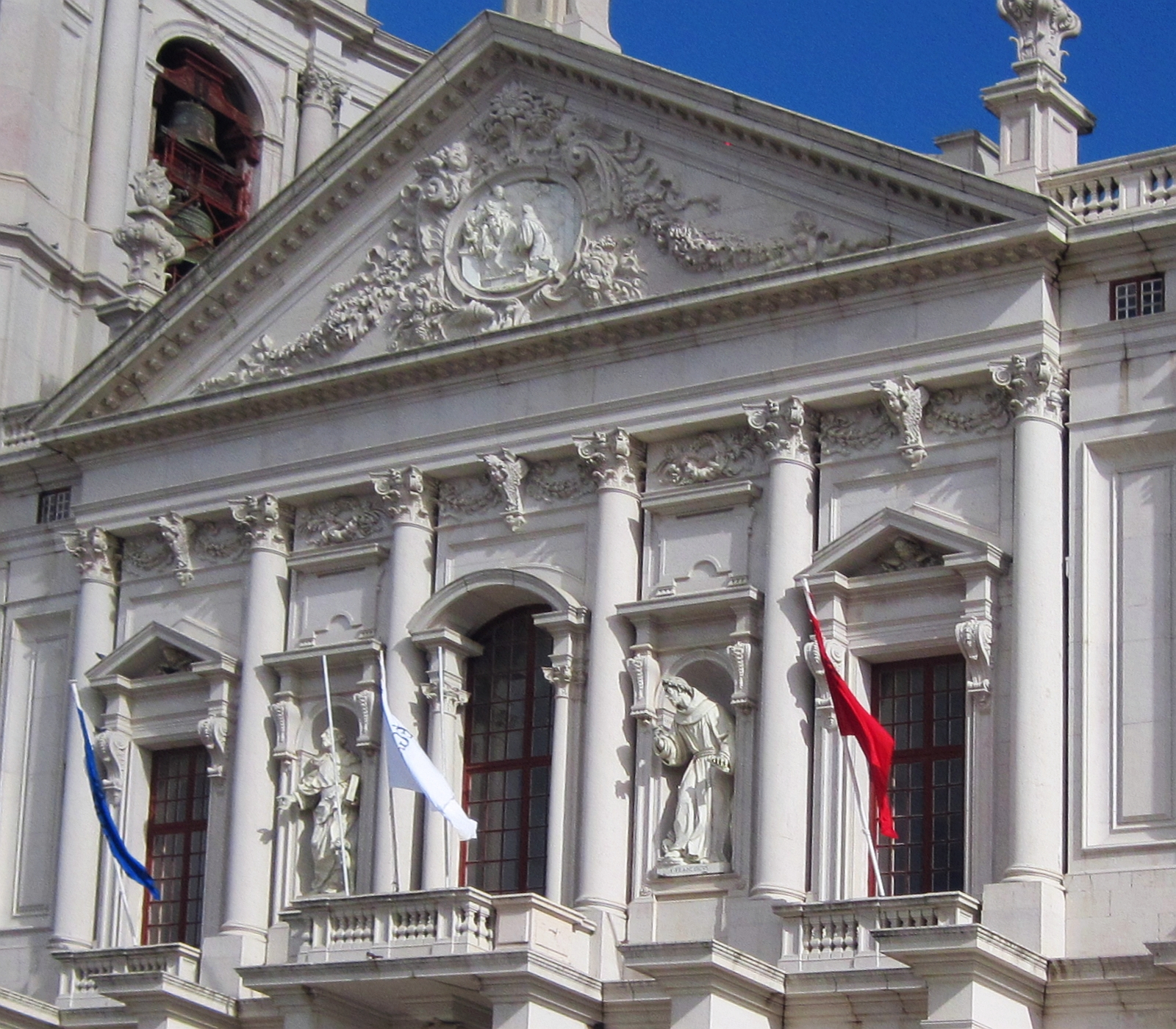
Oberer Teil des zweigeschossigen Portikus (2016)
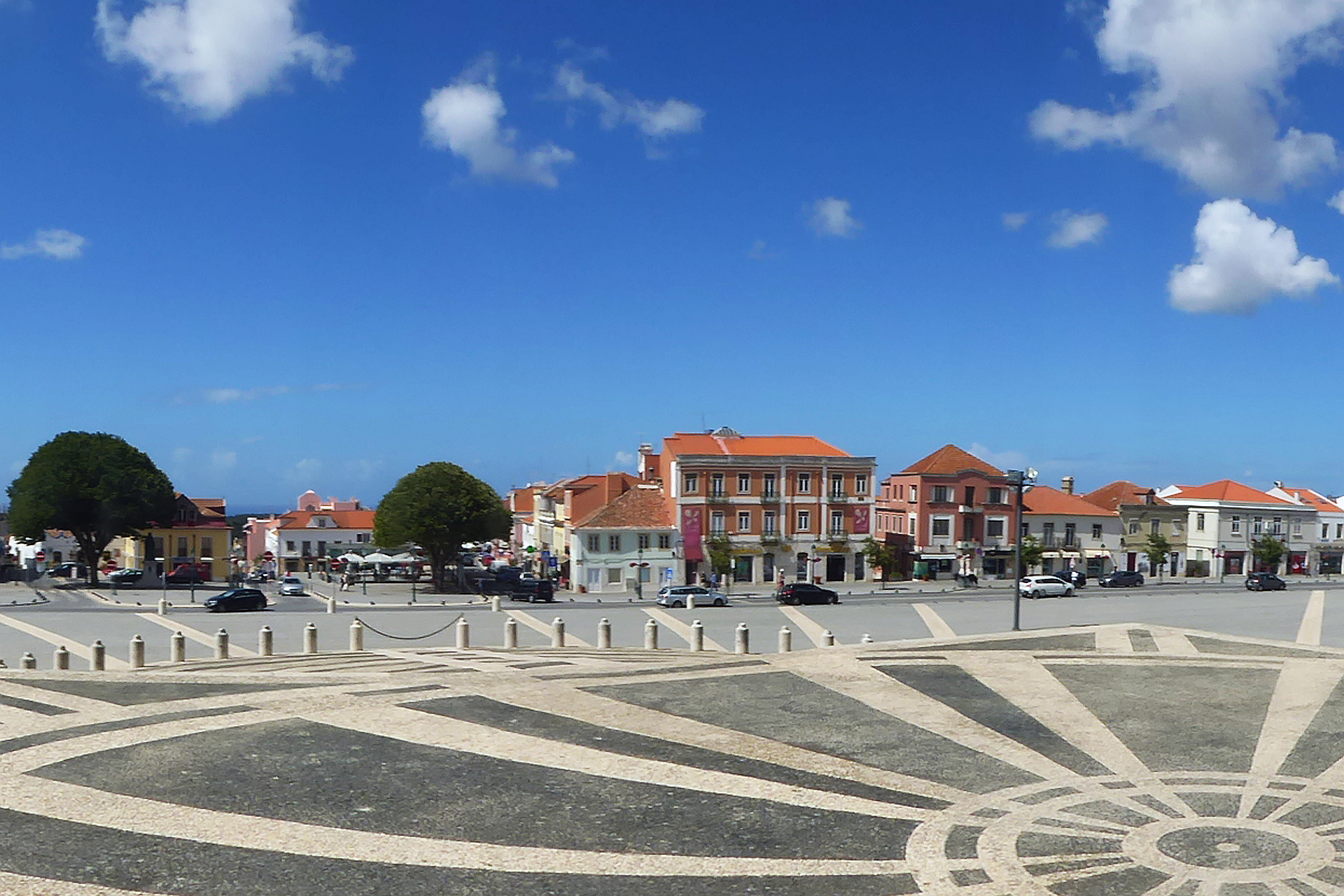
"Terreiro D. João V" – Außenbereich vor dem Palast (2016)
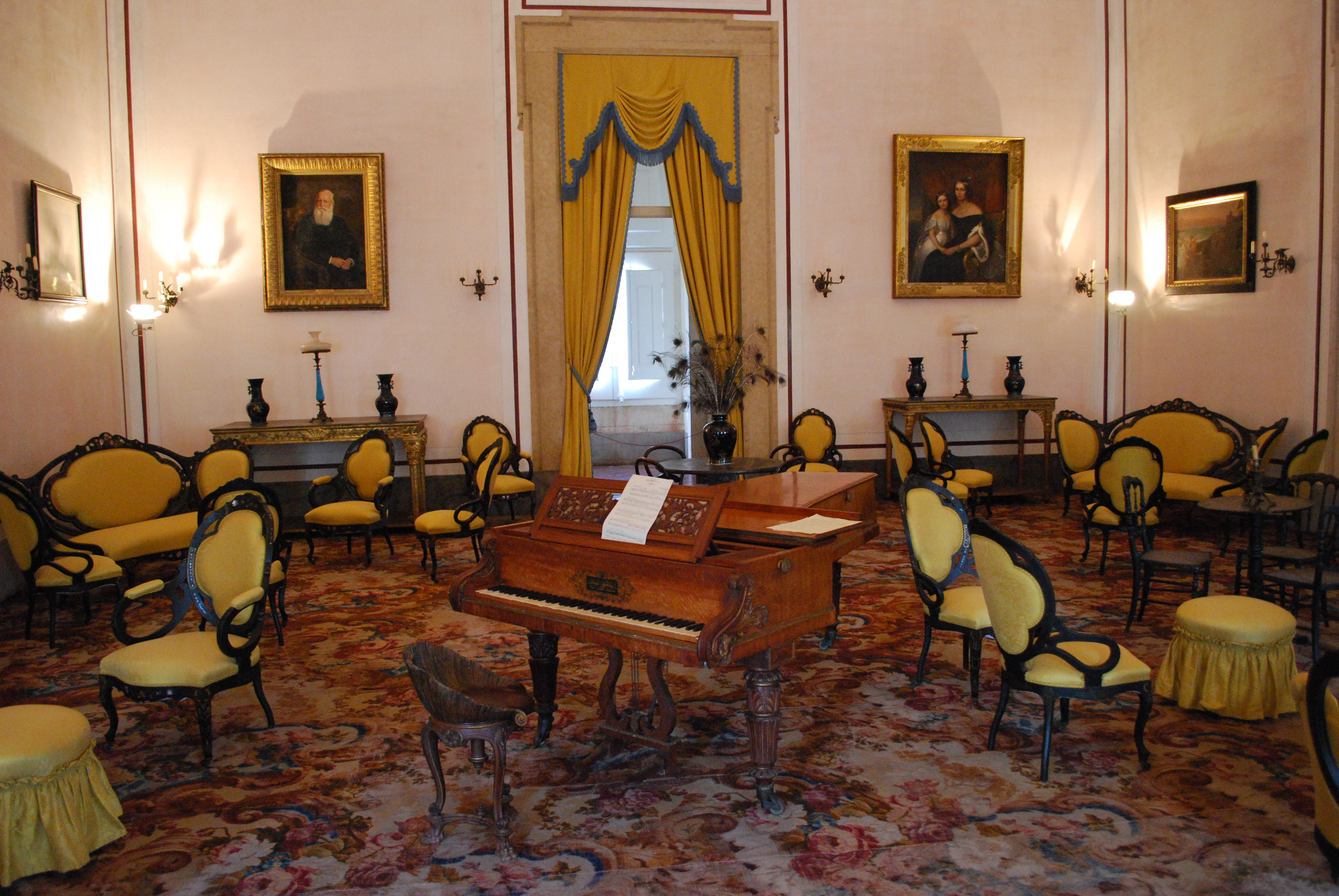
„Gelber Saal“ (Sala Amarela)
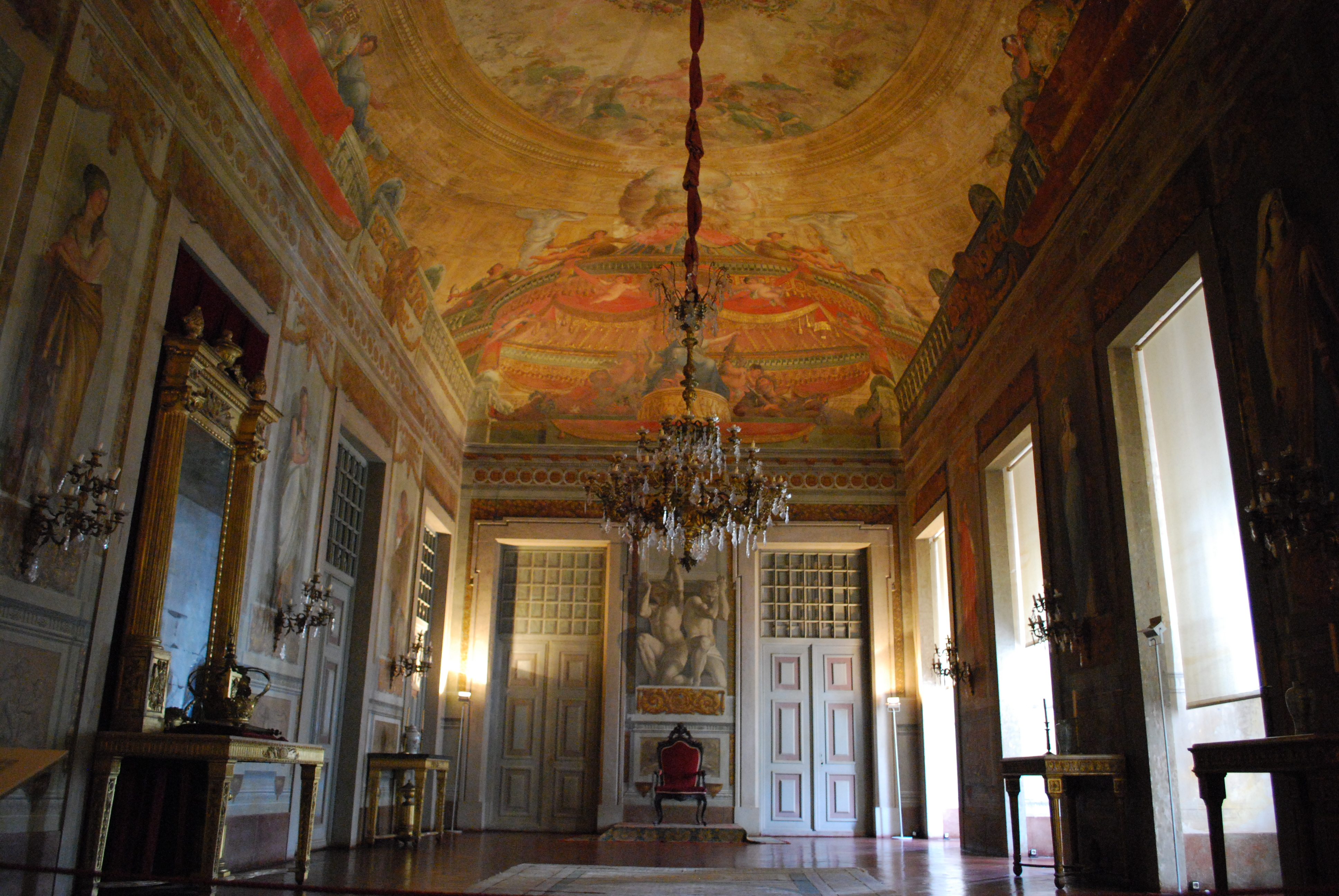
Thronsaal
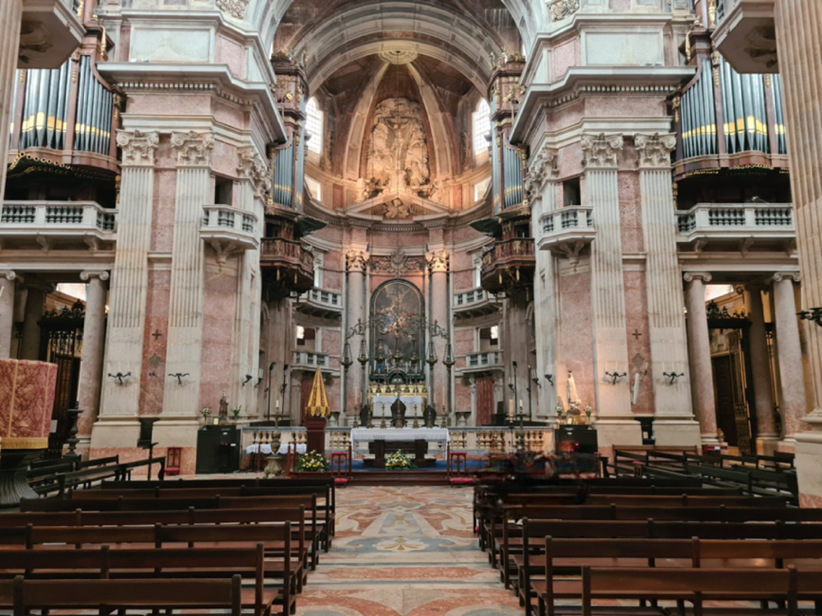
4 der insgesamt 6 Orgeln